# Deus (palavra)
Deus é um termo latino que de início descrevia todas as deidades e que com o tempo passou a ser usado também para descrever o conceito de Deus como substantivo próprio, do mesmo modo que ocorreu ao termo germânico God. Os termos latinos deus e dīvus são provenientes do idioma protoindo-europeu *deiwos, "celestial" ou "brilhante", da mesma raiz de Dyēus, o deus reconstruído do Panteão Proto-Indo-Europeu. Em latim clássico, deus (feminino: dea) era substantivo comum, mas tecnicamente divus ou diva era uma figura que se tornara divina, como um imperador divinizado. Em latim tardio, "Deus" veio a ser usado principalmente para o Deus cristão. o termo foi herdado pela línguas românicas: em Francês Dieu, Espanhol Dios, Português e Galego Deus, Italiano Dio, etc., e também pelas Línguas célticas in galês Duw e irlandês Dia.

## Bíblia latina
O latim deus traduz-se consistentemente em grego θεός  theos tanto na Vetus Latina quanto na Vulgata. Na Septuaginta, o grego theos por sua vez, traduz o hebraico bíblico Eloim (em hebraico: אֱלוֹהִים, אלהים).

## Na terminologia teológica
A palavra de-us é a raiz de Deidade e, portanto, de deísmo, pandeísmo, henoteísmo e politeísmo, ironicamente, todas as quais são teorias em que não há um deus todo-poderoso intervindo diretamente nos assuntos humanos. Esta circunstância curiosa se origina do uso da palavra "deísmo" nos séculos XVII e XVIII como um contraste com o termo "teísmo" prevalecente.
Os seguidores anglófonos dessas teorias e, ocasionalmente, os seguidores do panteísmo, às vezes podem se referir a utilizando o termo latino, para deixar claro que a entidade que está sendo discutida não é um "Deus" teísta. Arthur C. Clarke recupera esse uso em sua novela 3001: The Final Odyssey.

Na filosofia cartesianista, a frase deus deceptor às vezes é usado para discutir a possibilidade de um Deus maligno que procura enganar-nos. Este personagem está relacionado a um argumento cético quanto ao quanto podemos realmente saber se um demônio do mal estava tentando frustrar nosso conhecimento. Outro é o  [deus otiosus]]  ("deus ocioso"), que é um deus criador que se retira em grande parte do mundo e não está mais envolvido em sua operação diária. Um conceito semelhante é o do "deus absconditus" ("Deus oculto") de Tomás de Aquino. Ambos se referem a uma divindade cuja existência não é facilmente conhecida pelos humanos através da contemplação ou exame de ações divinas. O conceito de "deus otiosus" geralmente sugere um deus que se cansou do envolvimento neste mundo e que foi substituído por deuses mais jovens e mais ativos, enquanto que "deus absconditus" sugere um deus que conscientemente deixou este mundo para esconder em outro lugar.

## Expressões latinas

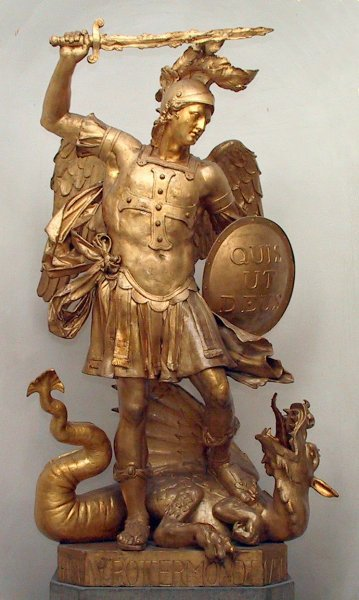
Estátua do Arcanjo Miguel lutando contra Satã, representado como um dragão. Quis ut Deus? está escrito no escudo

Nobiscum deus ("Deus [está] conosco") foi um grito de guerra do Império Romano e do Império Bizantino. O nome Amadeu (do latim Amat-Deum) traduz-se como "que ama a Deus" ou "devoto". O genitivo/dativo "dei" ocorre em frases como a organização católica romana Opus Dei (obra de Deus), Agnus Dei (Cordeiro de Deus) e Dei gratia (Pela graça de Deus).
- Agnus Dei
- Deus ex machina
- Deus otiosus/Deus absconditus
- Deus vult
- Munificentissimus Deus
- Opus Dei
- Providentissimus Deus
- Rector Potens, Verax Deus
- Regnator omnium deus
- Rerum Deus Tenax Vigor
- Rex Deus
- Sublimus Dei
- Te Deum
- Unigenitus dei filius
- Vox populi, vox Dei